# Saler de Cellini
El Saler de Cellini o Saler de Francesc I de França (a Viena rep el nom italià de saliera) és una obra de Benvenuto Cellini, que forma part de la col·lecció d'arts decoratives del Kunsthistorisches de Viena. Les seves dimensions són 26 centímetres d'alt amb una base de 33,5 cm d'ample. Està realitzat amb ivori, or i esmalt.

## Origen
Va ser modelat i fos en algun moment entre 1539 i 1543 per al rei Francesc I de França, a partir de models que havien estat preparats molts anys abans per al Cardenal Hipòlit d'Este. Aquest saler està format per una figura masculina que representa el mar i una altra femenina que és la terra. Un petit recipient que es pretén que guardi la sal està col·locat a prop de la figura masculina.
Va passar a poder dels Habsburg austríacs com un regal de Carles IX de França a l'arxiduc Ferran II del Tirol. Originàriament era part de la col·lecció d'art Habsburg al Castell d'Ambras, però després es va traslladar al Kunsthistorisches de Viena al segle xix.
Aquest saler és l'única obra d'or coneguda que pot atribuir amb certesa a Cellini i de vegades es parla d'ell com la «Mona Lisa de l'escultura». Va ser creat en un estil renaixentista tardà i representa al·legòricament la Terra i Mare en les mateixes paraules de Cellini en la seva Autobiografia, legòricament en les figures de Neptú, déu del mar i Ceres, deessa de la terra, simbolitzant la seva unió en produir sal procedent de la terra.
Dos anys després d'acabar aquesta obra, Cellini va tornar a Florència, sota el mecenatge de Cosme I de Mèdici, Gran duc de Toscana.

## Robatori i devolució
L'1 de maig de 2003 es va robar aquest saler del Kunsthistorisches, que en aquella època estava recobert de bastides a causa d'obres de reforma. El museu va oferir una recompensa de setanta mil euros per la seva recuperació. El saler es va recuperar el 21 de gener de 2006 enterrat en una caixa de plom en un bosc prop de la ciutat de Zwettl, Àustria, al voltant de 90 km al nord de Viena. El suposat lladre, Robert Mang, es va lliurar a la Policia després d'emetre fotografies del sospitós que va ser llavors reconegut pels seus parents.